# 济南南站
济南南站位于中华人民共和国山东省济南市市中区白马山街道，是一个济南铁路上的铁路车站，建于1911年，目前为三等站，目前车站仅办理货运业务：仅办理专用线、专用铁道整车货物到发。此车站为客运过路车站，客车只做暂时停靠，不进行乘降。

## 历史
- 车站建于1911年。
- 1992年7月，由于济南站新站房建设，途经济南的旅客列车改为在本站停靠，后于1995年6月济南站改造完毕，本站再度停办旅客业务。